# Tel Quel
Tel Quel (tłum. jakie jest) – awangardowe pismo literackie, założone w 1960 roku w Paryżu (wydawca: Éditions du Seuil) przez Philippe’a Sollersa i Jeana-Ederna Halliera. Za główne źródło filozoficzne uważa się Friedricha Nietzschego. Celem pisma było dawanie wyrazu awangardowej wizji klasycznej historii literatury.
Do osób, które wywarły wpływ na „Tel Quel” zalicza się Comte de Lautréamonta, Jamesa Joyce’a, Georges’a Bataille’a, Antonina Artauda i Louisa-Ferdinanda Céline’a.
W skład komitetu redakcyjnego wchodzili: Philippe Sollers, Jean-Edern Hallier, Jean-René Huguenin, Jean Ricardou, Jean Thibaudeau, Michel Deguy, Marcelin Pleynet, Denis Roche, Jean-Louis Baudry, Jean-Pierre Faye, Jacqueline Risset, Julia Kristeva.
Wśród osób, które pisały dla pisma „Tel Quel” byli: Roland Barthes, Georges Bataille, Maurice Blanchot, Jacques Derrida, Jean-Pierre Faye, Michel Foucault, Julia Kristeva, Bernard-Henri Lévy, Marcelin Pleynet, Philippe Sollers, Tzvetan Todorov, Francis Ponge, Umberto Eco, Gérard Genette, Pierre Boulez, Jean-Luc Godard i Pierre Guyotat.
W 1982 roku zaprzestano wydawania czasopisma; jego następcą został periodyk „L’Infini”.